# Umbrá
Els Umbrá són un poble amerindi que habita en els municipis de Riosucio, departament de Caldas (Resguard d'Escopetera-Pirza) i Quinchía (corriols Sardiner i Mápura), departament de Risaralda, a Colòmbia.

## Història
Antigament els Umbrá poblaven un territori molt més ampli que pelgava els actuals municipi de Belén de Umbría (Risaralda) i Anserma (Caldas). Aquest territori va ser ocupat per les tropes del conqueridor Jorge Robledo en 1539. Durant els primers 40 anys de la conquesta la població indígena de la zona va ser reduïda de 40.000 a 1.000 persones, a les quals se'ls va assignar en 1597 el Resguard de Pirza i Umbrá. El 1627 els supervivents van ser traslladats pels espanyols juntament amb indígenes d'altres ètnies i llocs a la Vega de Supía, en 1627. El 1773 diverses famílies Umbrá van tornar a Pirza després de comprar unes terres de part del seu antic territori. Actualment els Umbrá es dediquen a l'agricultura.
Alguns afirmen que aquest poble va ser una de les poques comunitats amb una llengua autòctona de l'eix cafeter.

## Llengua
La paraula umbrá en la seva llengua significa "de la serralada". Part de la població fins i tot parla la seva pròpia llengua, que encara no ha estat classificada, però compta ja amb un primer estudi publicat, realitzat gràcies a la cooperació de nou parlants interessats en la conservació del seu idioma natiu.

## Tãtũĩõ
Les recerques lingüístiques i culturals han permès establir que els Umbrá fins i tot usen sistemes de comunicació antics que utilitza pals i cordes amb missatges anomenats tãtũĩõ, similars als quipus quítxues; a més, representacions gràfiques dels números i també pictografies i petroglifs amb significat.

## Arqueologia
Actualment el Museu Històric i Arqueològic Elisi Bolívar de Belén de Umbría (Risaralda), conserva la col·lecció més gran de la regió Umbrá.

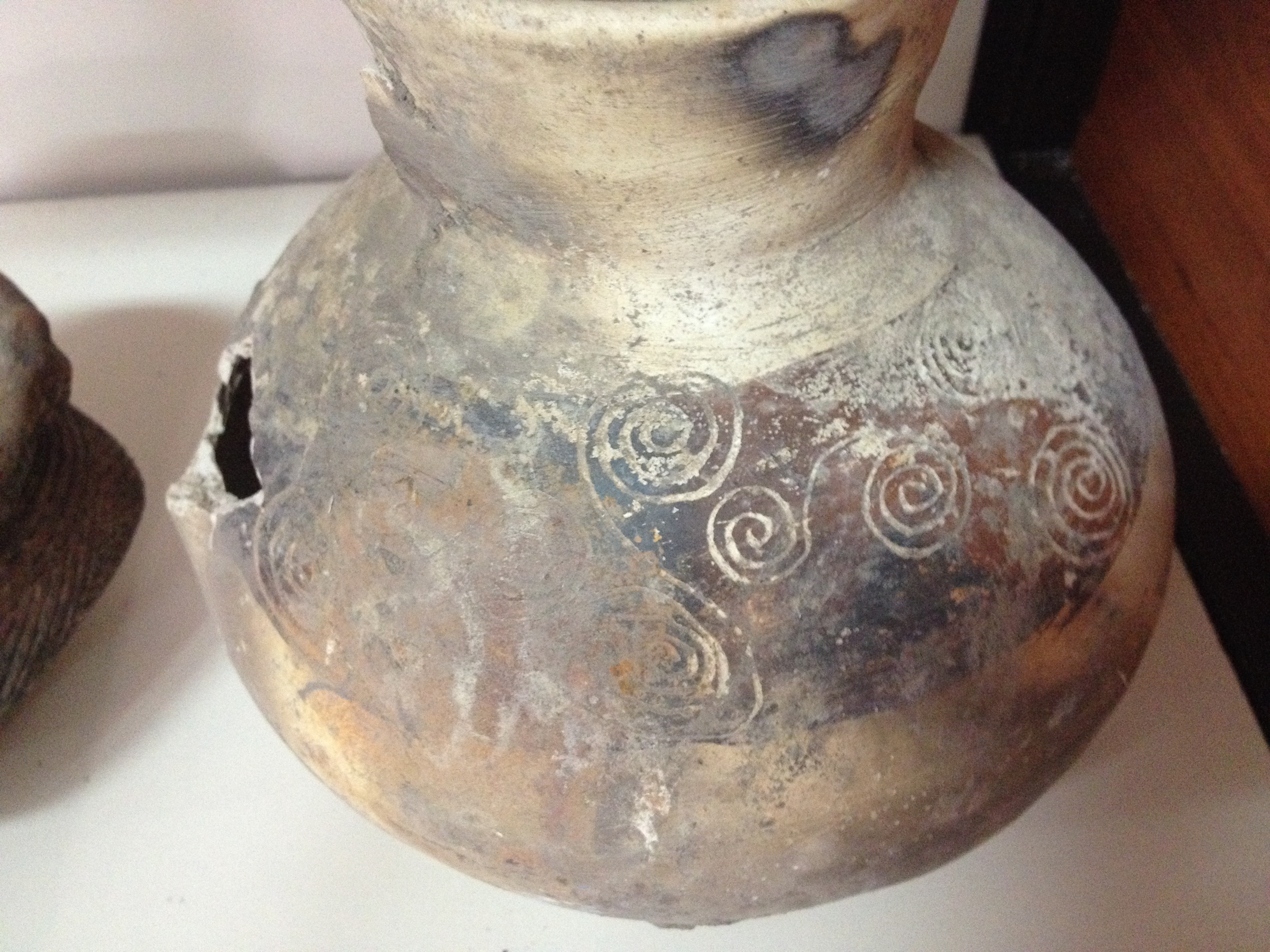
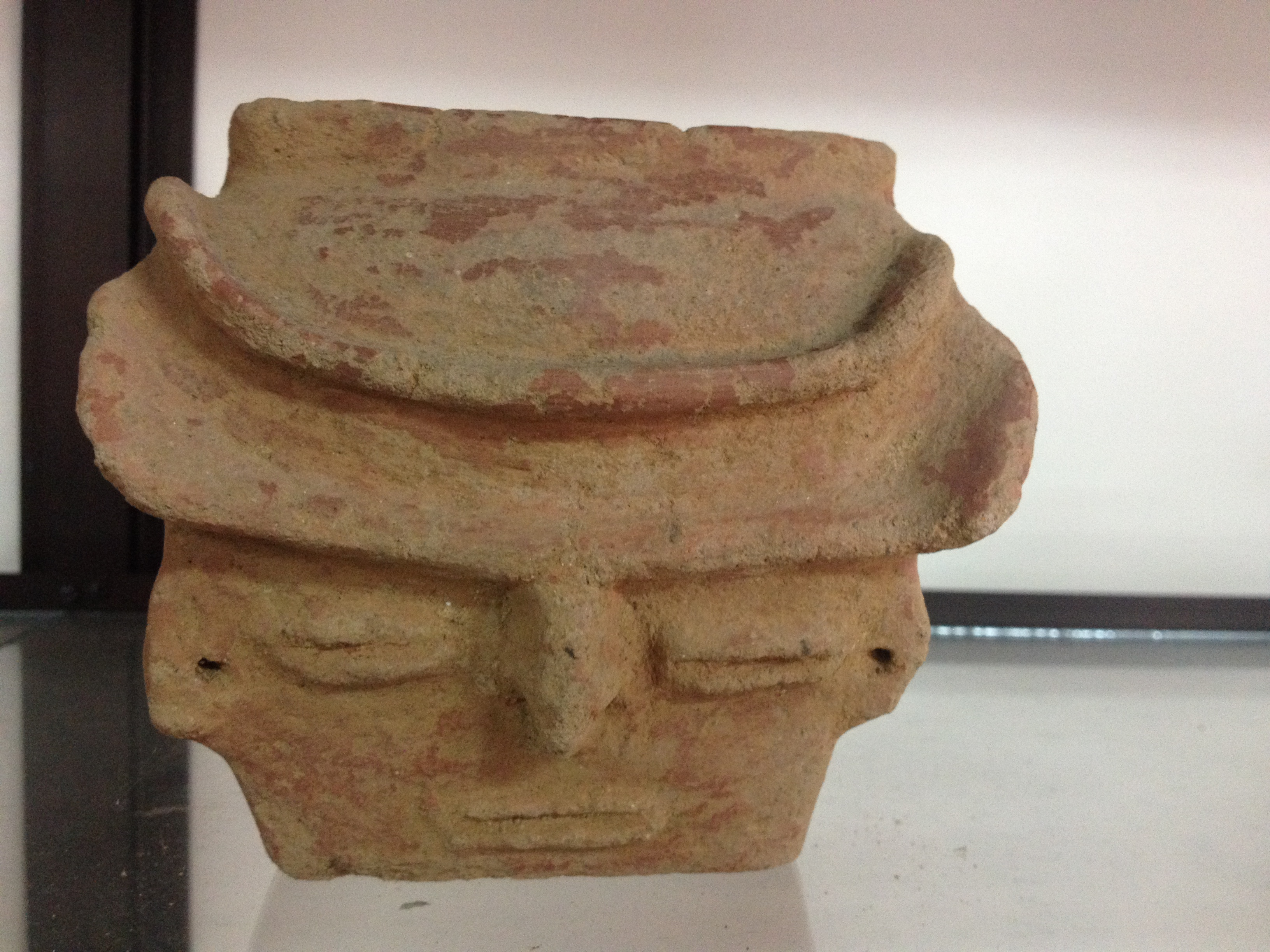